# Зайцева, Тамара Порфирьевна
Тамара Порфирьевна (Парфирьевна) Зайцева (урожд. Касинова/ Косинова; род. 9 апреля 1938, Москва) — советская и российская шахматистка, мастер спорта СССР (1970), гроссмейстер ИКЧФ среди женщин (2008).
Инженер-металлург.
Жена гроссмейстера И. А. Зайцева (поженились в 1963 г.).
Серебряный призёр чемпионата Москвы 1970 г.
Добилась значительных успехов в игре по переписке.
Участница 2-го женского чемпионата СССР по переписке (1970—1971 гг.; 6—7-е места).
Победительница мемориала О. Н. Рубцовой.
В составе сборной СССР / России победительница двух заочных олимпиад.
В составе сборной Москвы победительница 8-го командного чемпионата СССР по переписке (1984—1987 гг.; 15 из 16, лучший результат на 1-й женской доске), бронзовый призёр 3-го командного чемпионата СССР (1970—1973 гг.; 8½ из 12, 1—5 места на женской доске). Также показала лучший результат на женской доске во 2-м командном чемпионате СССР по переписке (1968—1970 гг.; 9 из 11, сборная Москвы заняла 4-е место).